# Évolution du point culminant de la France
L'évolution du point culminant de la France suit l'évolution des connaissances géographiques et du territoire national sur le point culminant de la France.

## Expédition sur le mont Pelvoux (1828)
En 1828, une expédition dirigée par le capitaine Durand est chargée de vérifier que le mont Pelvoux est le point le plus haut du massif des Écrins et des Alpes françaises. Ils atteignent la pointe Durand, à 3 932 m d'altitude, appelée à cette époque pic de la Pyramide, et s'aperçoivent que le pic des Écrins, qui correspond à la Barre des Écrins, est plus haut.

## L’annexion de la Savoie (1860)
Avec l'annexion de la Savoie, le point culminant devient le mont Blanc, 4 806 m.